# カジミェシュ1世 (チェシン公)
カジミェシュ1世（ポーランド語:Kazimierz I cieszyński；チェコ語:Kazimír I；ドイツ語:Kasimir I, 1280年/1290年 - 1358年9月29日以前）は、チェシン公（在位：1315年 - 1358年）、シェヴィエシュ公（在位：1337年 - 1358年）、ビトム公（在位：1357年 - 1358年）。チェシン公ミェシュコ1世の次男。オシフィエンチム公ヴワディスワフ1世の弟。

## 生涯
1315年に父が死ぬと、カジミェシュ1世はチェシンを中心とする父の領国の南部を相続した。1321年頃、カジミェシュ1世はチェルスク＝ワルシャワ公トロイデン1世の娘エウフェミアと結婚し、チェシン公家とマゾフシェ公家との伝統的な親族関係を築くことになった。
カジミェシュ1世は当初、1320年にポーランド王となったヴワディスワフ1世と良好な関係を保っていた。ところが1321年から1324年にかけ、リトアニア人がヴワディスワフ1世の支援を受けてチェシンを略奪すると両者の関係が壊れたため、カジミェシュ1世はボヘミア王ヨハン・フォン・ルクセンブルクに接近し、1327年2月8日、オパヴァにおいてボヘミア王に臣従した。臣従の代償として、カジミェシュ1世は甥のヤン1世スホラスティクが領有するオシフィエンチム公国を与えられることを約束された。その15日後の2月23日、カジミェシュ1世はチェシンを世襲領地として改めて与えられ、公国における広範な自治権を保障された。
カジミェシュ1世は公国の領土的一体性を維持することを望んでおり、自分の息子達のうち1人だけに公国を相続させることを決めていた。最初、後継者に予定されたのは長男のヴワディスワフだったが、彼が1355年に亡くなり、次男のボレスワフも死んだ後は三男で聖職者のプシェミスワフ1世ノシャクが相続者となった。他の息子達は全て聖職者となっていた。1337年、カジミェシュ1世はビトムの諸公から720グジヴナでシェヴィエシュ、チェラチュ一帯を購入した。また、娘のアンナが寡婦領として与えられたブジェク近郊のナムィスウフを一時的に統治してもいた。
従弟のラチブシュ公レシェクが子供のないまま1336年に死んだ際、カジミェシュ1世はその遺領を獲得しようとしたが失敗に終わった。ボヘミア王ヨハンはラチブシュ公国をレシェクの妹婿であるオパヴァ公ミクラーシュ2世に与えた。
1355年、コジュレ＝ビトム公ヴワディスワフが男子を残さずに死ぬと、その遺領をめぐってカジミェシュ1世はオレシニツァ公コンラト1世との間で紛争を起こした。この争いは1357年に解決した（合意は既に1355年に成立していたが、ビトム公の未亡人マルケータ・ゼ・ステルンベルカがビトムを寡婦領として保持し、この年まで支配していた）。カジミェシュ1世はビトムの半分、グリヴィツェ、トシェク、プィスコヴィツェを手に入れた。
内政においては、カジミェシュ1世は都市部を中心とする公国の経済的発展に力を注いだ。チェシンを1320年までに城壁で囲み、ビェルスコの町にドイツ法を適用した。
カジミェシュ1世は1358年（1360年まで生きていたという主張もあるが、歴史家の多くはこれを否定）に亡くなり、チェシンのドミニコ会教会に葬られた。

## 子女
1321年頃、チェルスク＝ワルシャワ公トロイデン1世の娘エウフェミア（1310年 - 1374年1月11日以前）と結婚し、9人の子女をもうけた。
1. アンナ（1325年 - 1367年） - 1338年、レグニツァ公ヴァツワフ1世と結婚
2. ヴワディスワフ（1325年/1331年 - 1355年5月）
3. ヨレンタ・ヘレナ（1331年頃 - 1403年3月20日） - クラクフの聖クララ女子修道院院長
4. ボレスワフ（1331年/1332年 - 1356年7月23日）
5. プシェミスワフ1世ノシャク（1332年/1336年 - 1410年5月23日）
6. アグニェシュカ（1338年 - 1371年4月27日） - 1354年2月23日、オレシニツァ公コンラト2世と結婚
7. ヤン（1339年/1340年 - 1359年5月18日以後）
8. シェモヴィト（1340年頃 - 1391年9月25日）
9. エルジュビェタ（1340年以後 - 1364年1月20日） - トシェブニツァの修道女